# Щелкун шахматный
Щелкун шахматный, или мозаичный (лат. Prosternon tessellatum) — вид щелкунов из подсемейства Prosterninae

## Экология
Личинки этого вида жуков являются хищниками и уничтожают коконы соснового шелкопряда (Dendrolimus pini) и соснового пилильщика (Neodiprion).. В российской Карелии отмечено наличие личинок этих жуков в ложе разлагающихся трупов крупных позвоночных в ходе эксперимента.

## Распространение
Широко распространены в Европе, Азии и Неарктике.

## Галерея

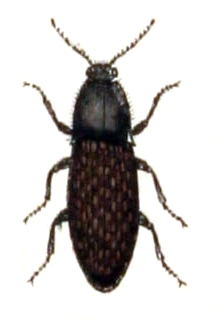
Иллюстрация
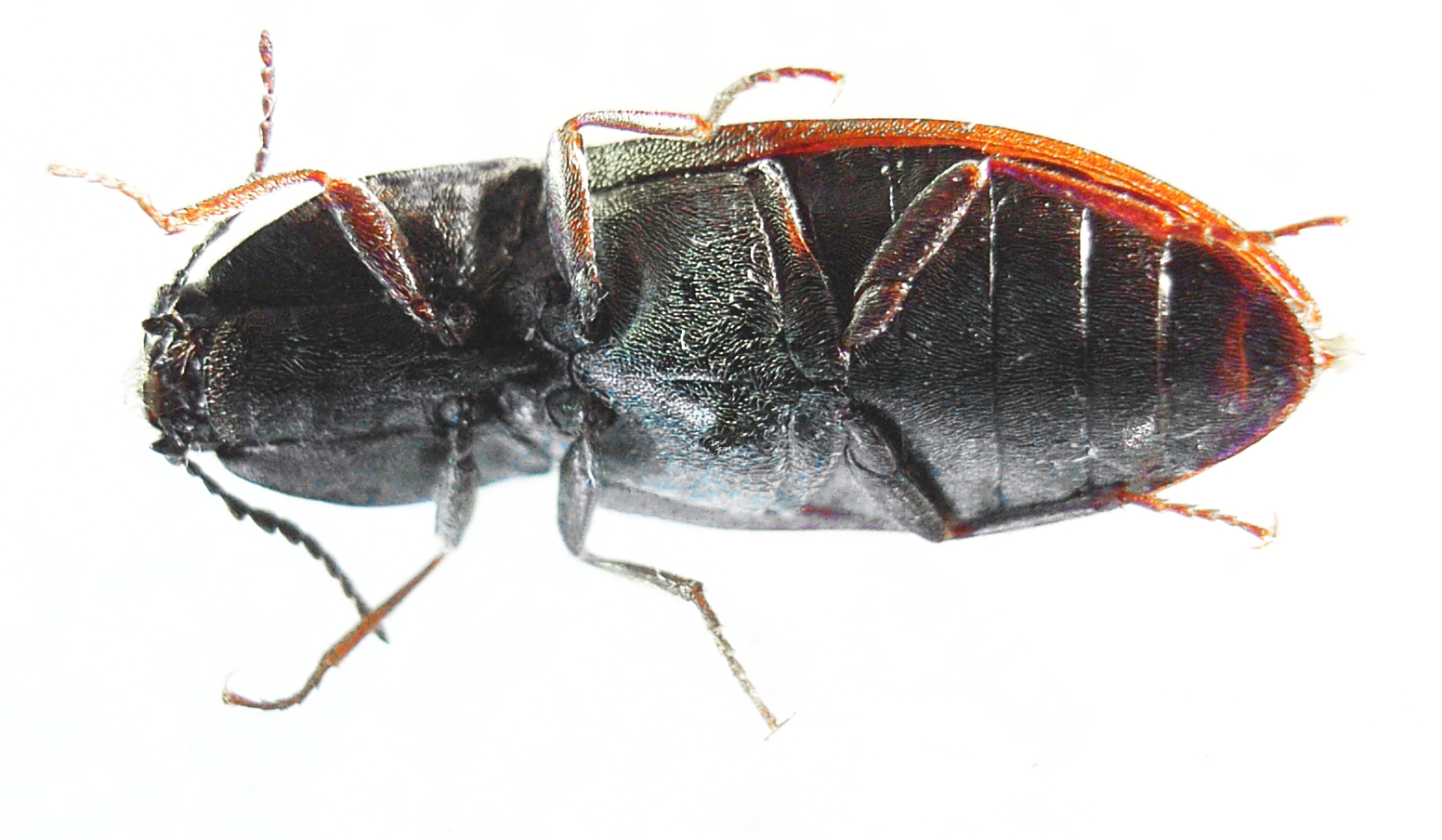
Шахматный щелкун с нижней стороны
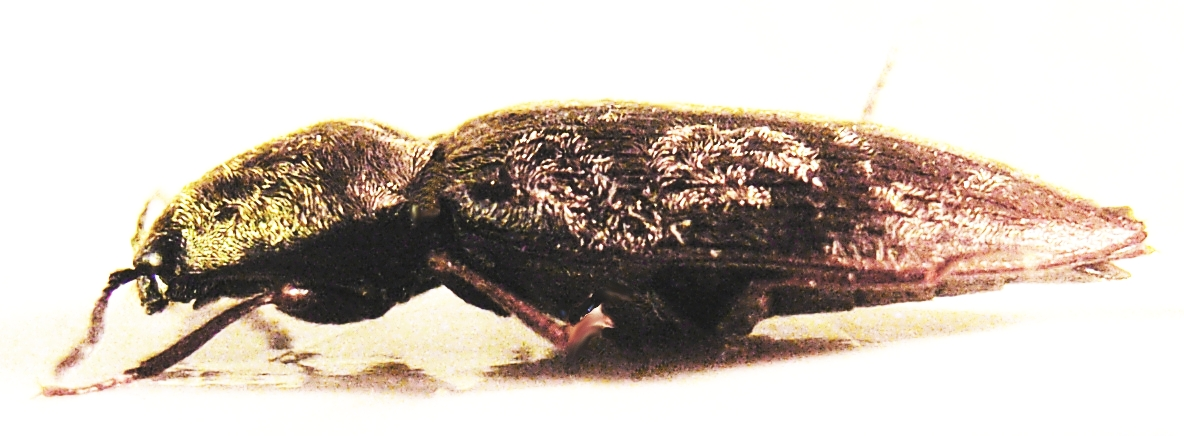
Шахматный щелкун с боку
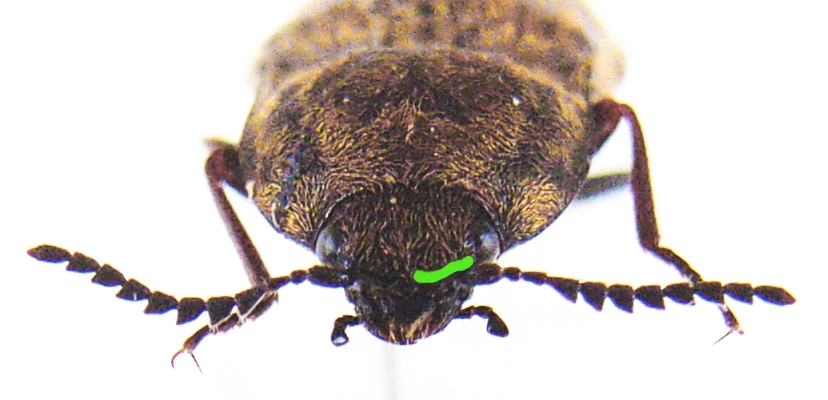
Лоб шахматного щелкуна